# Wygoda (powiat radomszczański)
Wygoda – wieś w Polsce położona w województwie łódzkim, w powiecie radomszczańskim, w gminie Gidle.

## Historia
16 grudnia 1943 roku w pobliżu wsi poniosło śmierć z ręki hitlerowców 20 członków Armii Krajowej i Armii Ludowej za akcję sabotażową wspólnie przeprowadzoną w hucie "Raków". Natomiast 30 lipca 1944 roku oddziały własowców spacyfikowały wieś, paląc zabudowania. Śmierć poniosło wówczas 17 jej mieszkańców oraz partyzant radziecki Jakow Salnikow. Po wojnie zwłoki ofiar z 1943 ekshumowano i pochowano w zbiorowej mogile na Cmentarzu Kule w Częstochowie. 
W latach 1975–1998 miejscowość należała administracyjnie do województwa częstochowskiego.